# 3549 Hapke
3549 Hapke è un asteroide della fascia principale. Scoperto nel 1981, presenta un'orbita caratterizzata da un semiasse maggiore pari a 2,7596407 UA e da un'eccentricità di 0,1670643, inclinata di 7,55414° rispetto all'eclittica.